# 方丹莱巴塞
方丹莱巴塞（法語：Fontaine-les-Bassets，法語發音：[fɔ̃tɛn le basɛ]）是法国奥恩省的一个市镇，属于阿让唐区。

## 地理
方丹莱巴塞（48°51'34"N, 0°0'18"E）面积5.88 平方千米，位于法国诺曼底大区奧恩省，该省份为法国西北部内陆省份，北起顺时针与卡爾瓦多斯省、厄尔省、厄尔-卢瓦省、萨尔特省、马耶讷省和芒什省接壤。
与方丹莱巴塞接壤的市镇（或旧市镇、城区）包括：勒马赖拉沙佩勒、库隆斯、盖普雷、欧日地区卢维耶尔、蒙特勒伊-拉康布、奥穆瓦、特兰。

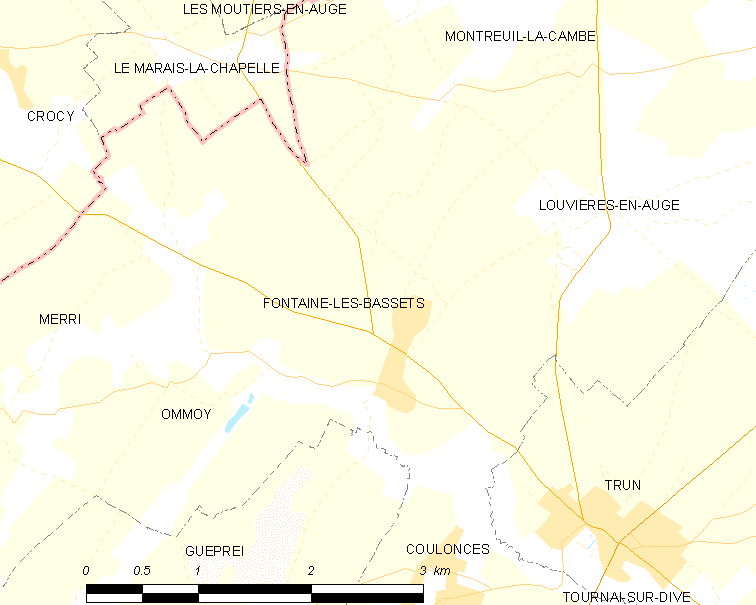
方丹莱巴塞的OSM定位图

方丹莱巴塞的时区为UTC+01:00、UTC+02:00（夏令时）。

## 行政
方丹莱巴塞的邮政编码为61160，INSEE市镇编码为61171。

## 政治
方丹莱巴塞所属的省级选区为阿让唐第二县。

## 人口

1962-2008年间方丹莱巴塞人口变化图示

方丹莱巴塞于2022年1月1日时的人口数量为115人。